# Kotynowie

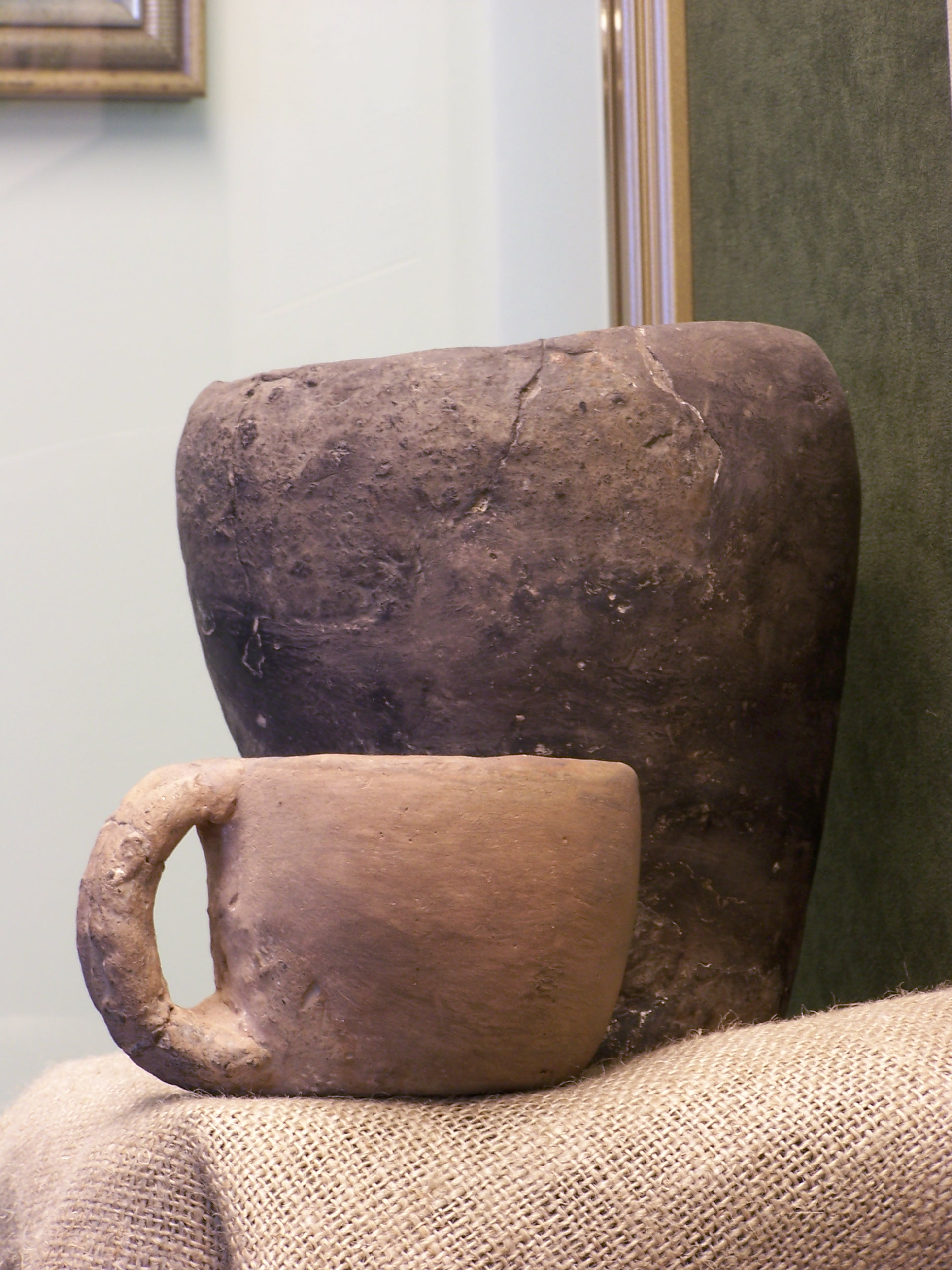
Naczynia kultury puchowskiej pochodzące z wykopalisk na Górze Zamkowej w Cieszynie

Kotynowie, Kotyni (łac. Cotini, Got[h]ini) – plemię celtyckie zamieszkujące w okresie lateńskim Średniogórze na Słowacji.
Zajmowali się głównie eksploatacją rud żelaza, hutnictwem, garncarstwem i pasterstwem. Na terenach dzisiejszej Polski Kotynowie osiedlili się w Kotlinie Sądeckiej i Żywieckiej. Okres rozkwitu ich osadnictwa przypada na I wiek p.n.e., kiedy bili nawet swoją monetę. Budowali osady obronne.
Utożsamiani są z archeologiczną kulturą puchowską, podobnie jak Anartowie (Anartii, Anartes), którzy zachowali swoją niezależność od Rzymu. Główne stanowiska tej kultury znajdują się w dolinach rzek Wag i Orawa. 
Plemię Kotynów po raz pierwszy jest wymienione w 10 p.n.e. Według Tacyta (Germania XLIII), zarówno Sarmaci i Kwadowie (z terenów dzis. południowo-zachodniej Słowacji) pobierali daninę od kopalń rudy żelaznej Kotynów w I w. n.e. Później są oni wzmiankowani w związku z wojnami markomańskimi: około 172 n.e. Kotynowie nie udzielili Rzymianom pomocy w wojnie z Markomanami. Marek Aureliusz represyjnie przesiedlił ich do dolnej Panonii, co wydarzyło się nie później niż w 180 n.e.; tam są wzmiankowani jako cives Cotini (plemię Cotini) w latach 223-251 n.e.